# Лесная Дача (Ульяновская область)
Лесная Дача — посёлок в Барышском районе Ульяновской области. Входит в состав Земляничненского сельского поселения.

## История
В 1986 г. указом ПВС РСФСР посёлок мясокомбината переименован в Лесная Дача.

## Население
| 2010 |
| ---- |
| 340  |